# Світосистема
Світосистема — це результат глобальної геопросторової єдності причинно-наслідкових ефектів зростання масштабності потоків і структур суспільної активності, швидкості та інтенсивності генетичних та функціональних взаємодій в системі «людина-природа». Визначенням цього терміна займалися: О. Шаблій, М. Пістун, О. Топчієв, К. Оме та інші.
Людина,як компонент географічного середовища, почала займати провідне місце. Її зв'язки з природою перейшли на інший функціональний рівень. Світ — це не лише поєднання людини і природи, це включення тих функціональних систем, за якими вони співіснують.

## Функціональні і генетичні складові
- Натуросфера — це сфера, що включає в себе всі геосфери (літосферу, гідросферу, атмосферу, біосферу), що утворюють «життєвий простір» функціонування людини.
- Соціосфера;
- Еконосфера — це сукупність людських відносин, що виникають в процесі матеріального і нематеріального виробництва.
- Техносфера;
- Культуросфера;
- Політосфера — взаємодія суб’єктів, що визначають суспільні відносини, основою яких є проблема завоювання, використання і утримання влади.

Функціональні зв’язки  в світосистемі вирізняються своєю глобальністю, так як зростає масштабність, інтенсивність  та швидкість взаємодій на локальному і глобальному рівнях. Але ці рівневі межі поступово розмиваються, так як певна локальна подія може глобально впливати на весь світ.

## Функціонально-компонентний склад
Функціонально-компонентний склад глобального системного утворення як світосистема формують такі підсистеми:
1. Демографо-екологічна підсистема розглядається як  сукупність зв’язків  між людиною і природою у формуванні життєвого простору. Природні умови виступають передумовою відтворення населення.
2. Економічно-господарська підсистема — сукупність виробничих відносин з поєднанням розвитку продуктивних сил в єдиному економічному  просторі.
3. Інформаційно-технологічна підсистема — це технологічні системи і процеси, що є наслідком розумової діяльності з освоєнням навколишнього світу.
4. Соціально-культурна підсистема - сукупність структур, які забезпечують генетичний і функціональний обмін культурними цінностями.
5. Політична підсистема — система державних і недержавних стосунків соціальних (суспільних та політичних) інститутів, що виконують певні політичні функції.